# Vino de la costa

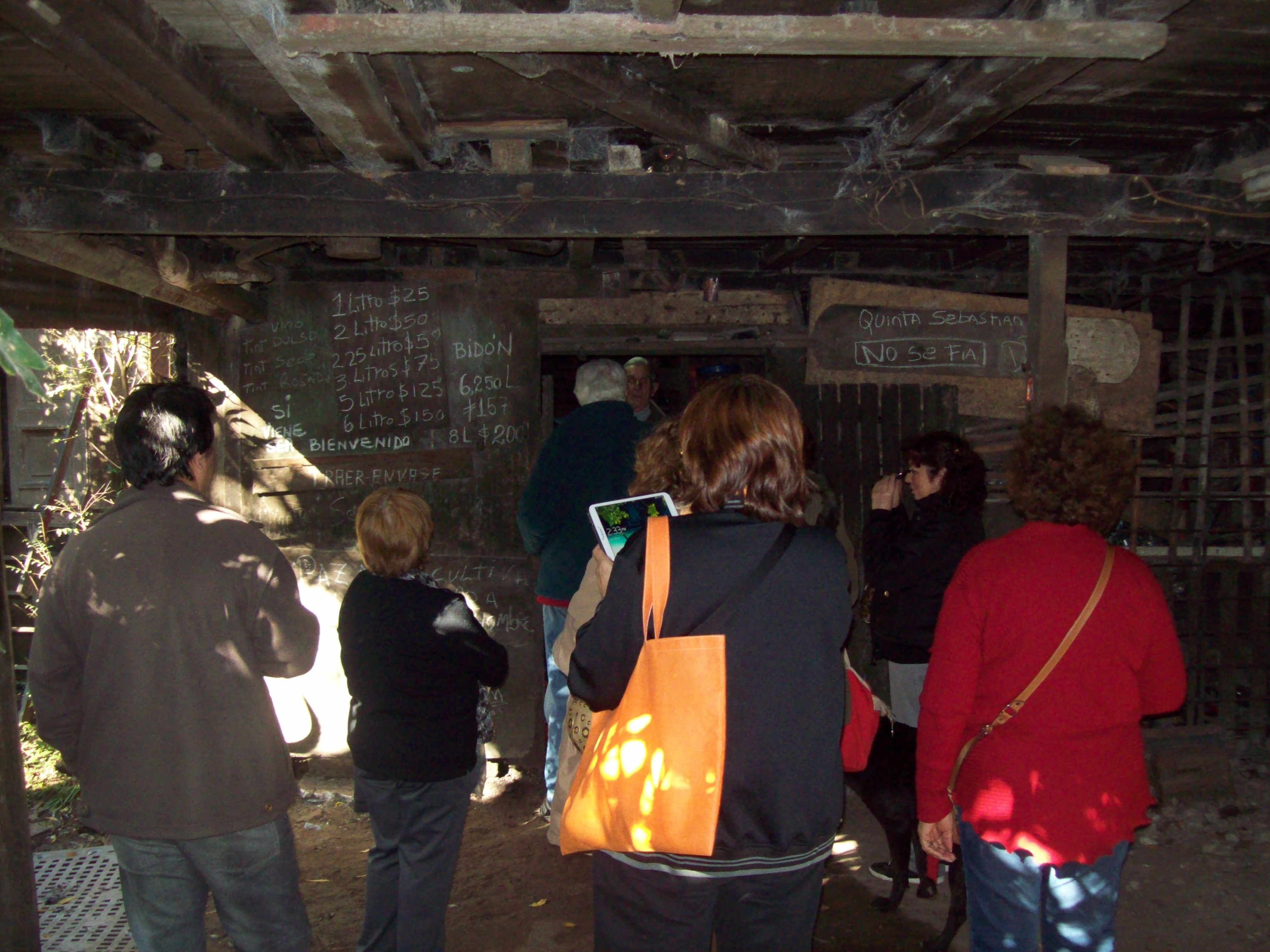
Bodega artesanal "Sebastian" de vino de la costa de Villa Domínico, Buenos Aires, Avellaneda. El vino de la costa, producido con la cepa "Isabella" de uvas es popular en la zona y se comercializa generalmente directo del productor.

El vino de la costa es un tipo de vino argentino propio de la costa del Río de la Plata, entre el Tigre y Magdalena, en el noreste de la provincia de Buenos Aires. Por extensión también se denomina "vino de la Costa" al que se produce en pequeñas cantidades en la zona sur de la provincia de Santa Fe); y en el Partido de San Nicolás, en el extremo norte de la provincia de Buenos Aires, en las costas del río Paraná. 

Este vino exhibe un carácter regional y diferenciado, con su aroma frutado y sabor característico. Su graduación alcohólica es menor que la de otros vinos (entre 9º y 10º). Es un producto natural, sin conservantes ni aditivos. Es artesanal, ya que se hace en las quintas de los productores de acuerdo a la tradición, aunque hoy con el aporte técnico de enólogos y profesionales. En Argentina se lo reconoce como excelente compañero de asados, empanadas, picadas y fiambres caseros. 

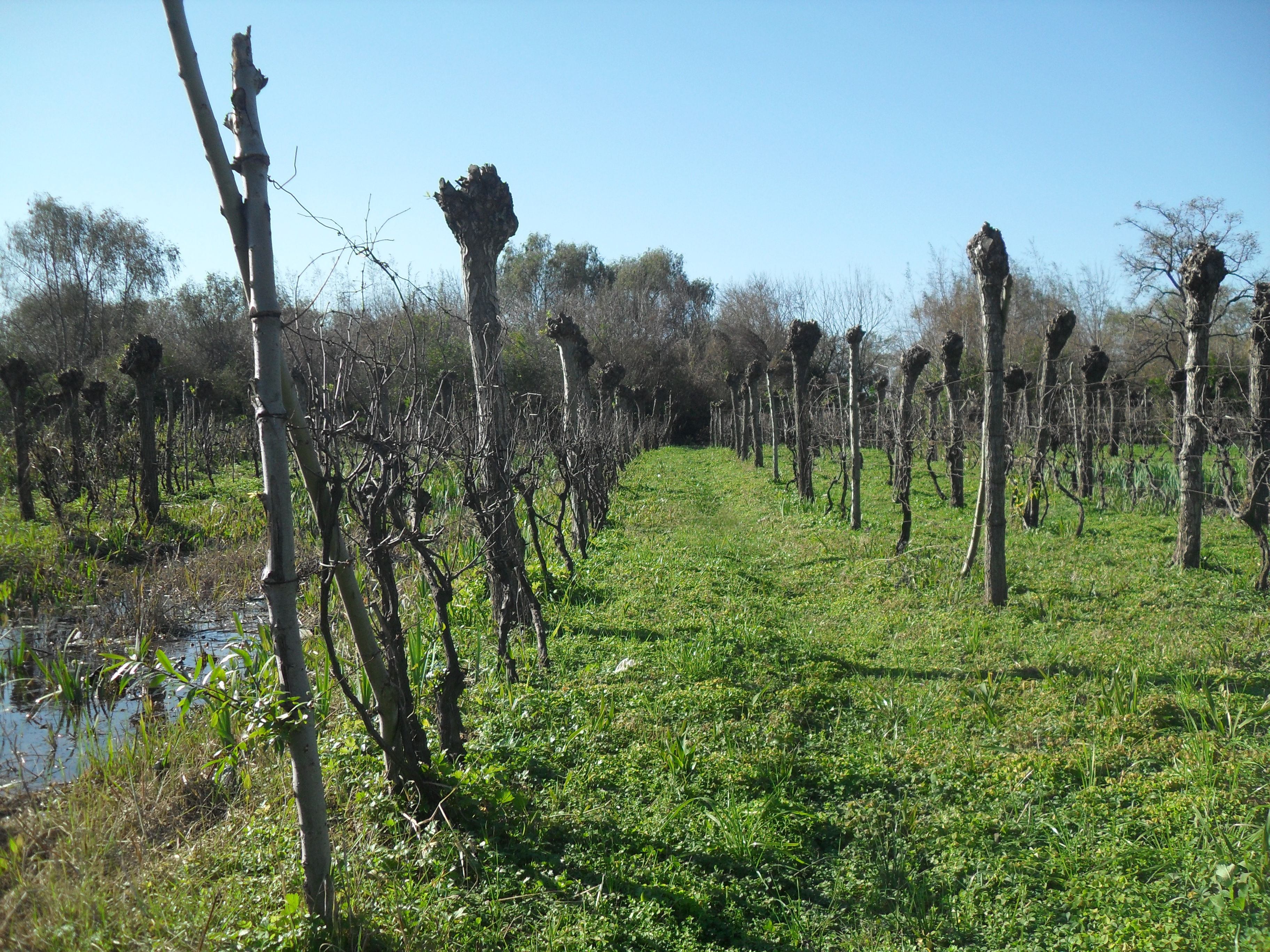
Viñedos de Villa Domínico

## Historia
Durante el período de la inmigración masiva del que la costa del Río de la Plata fue protagonista singular por su historia portuaria, en las tierras bajas de las islas y del monte costero muchos de los pioneros, principalmente españoles e italianos cultivaron intensivamente sus " quintas" de verduras, hortalizas, frutales y vides, aprovechando la cercanía al mayor mercado consumidor del país: la ciudad de Buenos Aires.

La implantación de la vid americana (Vitis labrusca) bajo el sistema de parral rápidamente se adaptó a las condiciones locales, dando como resultado un vino diferente por su aroma frutado y sabor característico, que sigue siendo en la actualidad reconocido por la población de la zona. Se cultivaron principalmente vinos de uva americana o isabella, aunque también de ciruela, blancos y rosados. Por ejemplo, hasta mediados del siglo XIX varias quintas cuyos territorios actualmente son parte del centro de la ciudad de Buenos Aires eran productoras de vino, entre tales cabe destacar la de San Benito de Palermo cuyos terrenos dieron lugar al populoso e hiperurbanizado desde la segunda mitad del siglo XX barrio de Palermo y su anexo Parque Tres de Febrero.

Desde los comienzos de esta tradición productiva, trabajaba en la viña toda la familia para lograr obtener aquel vino que comenzó a consumirse y venderse localmente. Su comercialización llegó pronto a restaurantes y comercios de barrio, a las fondas de las localidades de Ensenada y La Plata e incluso de la Buenos Aires. 

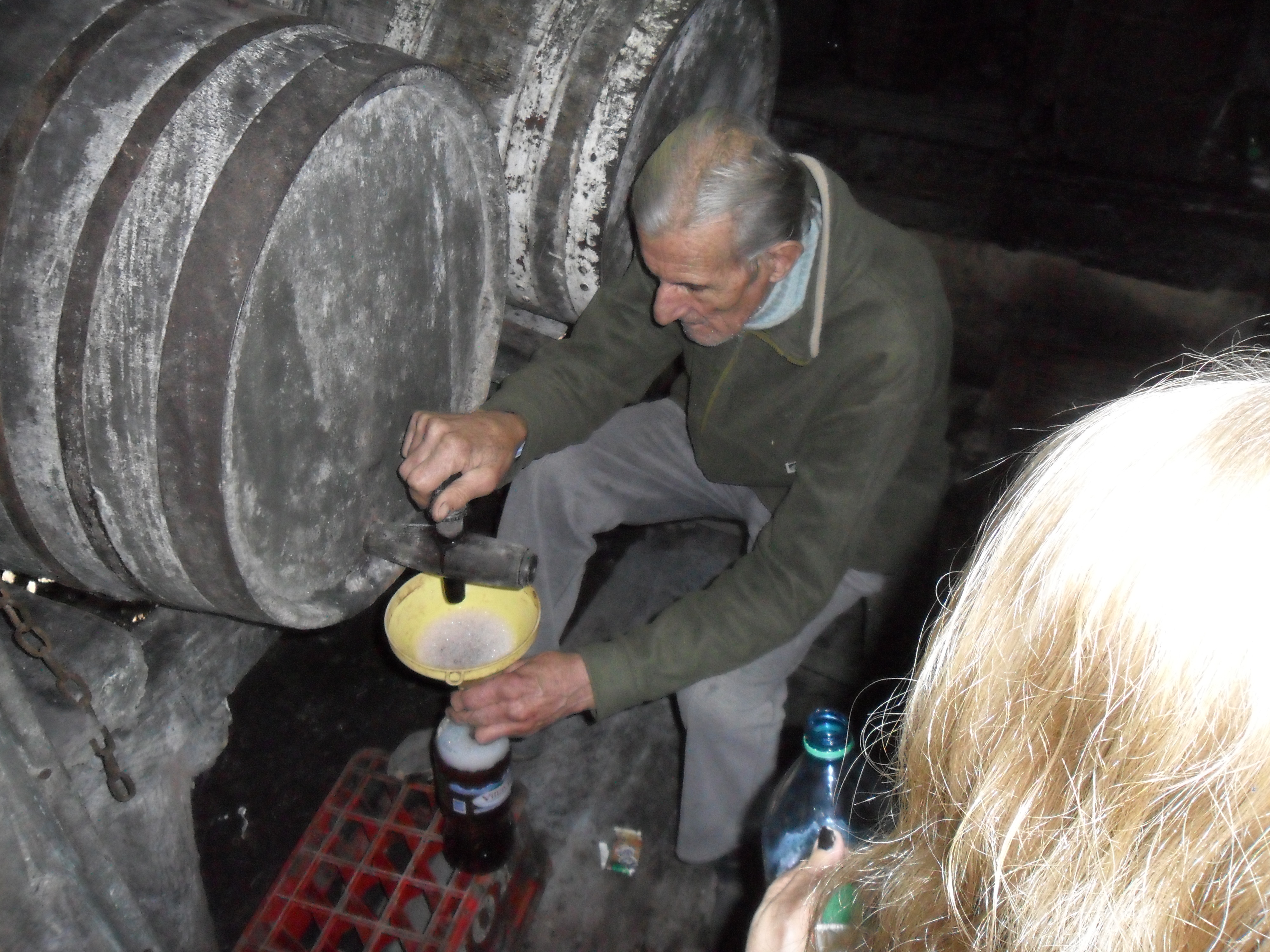
" Vino de la Costa de Villa Dominico "

Se lo conoció como “vino de la costa” o “vino de la viña” y se convirtió pronto en furor cuando el puerto hacía girar al mundo alrededor de esta ciudad. Entre las décadas de 1940 y 1960 se llegaron a vender más de un millón de litros anuales, provenientes de más de 300 hectáreas de vides y de 22 bodegas habilitadas. Su elaboración fue desde el inicio un proceso casero, sin productos químicos, buscando seducir los paladares de los trabajadores de los frigoríficos, para acompañar sus horas de descanso.
A pesar de aquella época de florecimiento y de su notable tradición local, el vino de La Costa comenzó a ser amenazado por diversos factores que disminuyeron drásticamente su producción. La progresiva preponderancia de los vinos cuyanos, las crecidas extraordinarias del Río de la Plata, la migración de los jóvenes hijos de los quinteros, jaquearon todo aquel esfuerzo de los pioneros y llevaron al vino de La Costa casi hasta su desaparición. Sobrevivió apenas para el consumo familiar y para la venta al menudeo.

## Resurgimiento
Tras largos años fuera del circuito comercial, durante las últimas ediciones de la Fiesta Provincial del Inmigrante en Berisso, entre los puestos de la feria, acompañando a las comidas típicas de las colectividades, volvieron a servirse los Vinos de la Costa.
Sin perder el concepto artesanal de la tradición productiva, los viñateros de las localidades costeras (Berisso, por ejemplo), con el apoyo técnico de la Universidad Nacional de La Plata han comenzado a producir nuevamente este vino. En la actualidad, distribuidas en un pequeño número de fincas, la superficie total de cultivo que ocupa la vid americana ha crecido a unas 25 hectáreas en el partido de Berisso, con tendencia a incrementarse. La producción de vino ha superado en 2006 los 50.000 litros.